# Résolution 120 du Conseil de sécurité des Nations unies
Membres permanents
- Chine (Taïwan)
- États-Unis
- France
- Royaume-Uni
- URSS

Membres non permanents
- Australie
- Belgique
- Cuba
- Iran
- Pérou
- Yougoslavie

Résolution no 119 Résolution no 121
La résolution 120 du Conseil de sécurité des Nations unies est une résolution du Conseil de sécurité des Nations unies adoptée le 4 novembre 1956.
Cette résolution, la dixième de l'année 1956, relative à la situation en Hongrie,  considérant qu'une grave situation a été créée par l'emploi des forces armées soviétiques contre le peuple hongrois, et compte tenu du manque d'unanimité de ses membres permanents, décide de convoquer une session extraordinaire d'urgence de l'assemblée générale .
La résolution a été adoptée par 10 voix pour, 1 voix contre.
L'Union des républiques socialistes soviétiques a voté contre.

## Texte
- Résolution 120 sur fr.wikisource.org
- Résolution 120 sur en.wikisource.org